# アレックス・ハッサン
アレクサンダー・エドワード・ハッサン（Alexander Edward Hassan, 1988年4月1日 - ）は、アメリカ合衆国・マサチューセッツ州クインシー出身の元プロ野球選手（外野手）。右投右打。

## 経歴

### プロ入りとレッドソックス時代
2009年のMLBドラフトでボストン・レッドソックスから20巡目（全体618位）で指名され、7月30日に契約。A-級ローウェル・スピナーズとA級グリーンビル・ドライブでプレー。A-級では26試合に出場し、打率.333、1本塁打、11打点、1盗塁だった。
2010年はA+級セイラム・レッドソックスとAAA級ポータケット・レッドソックスでプレー。A+級では104試合に出場し、打率.287、8本塁打、48打点、6盗塁だった。
2011年はAA級ポートランド・シードッグスで126試合に出場し、打率.291、13本塁打、64打点、8盗塁だった。
2012年はAAA級ポータケットで94試合に出場し、打率.256、7本塁打、46打点、1盗塁だった。オフの11月20日にレッドソックスとメジャー契約を結び、40人枠入りした。
2013年3月4日にレッドソックスと1年契約に合意。3月12日にAAA級ポータケットへ異動した。この年はA級グリーンビルとAAA級ポータケットでプレー。AAA級では55試合に出場し、打率.321、4本塁打、28打点だった。
2014年3月7日にレッドソックスと1年契約に合意。3月13日にAAA級ポータケットへ異動し、AAA級で開幕を迎えた。5月30日にメジャーへ昇格し、6月1日のタンパベイ・レイズ戦でメジャーデビュー。6番・右翼として先発起用され、3打数1安打1四球1三振だった。2試合目の出場となった6月3日のクリーブランド・インディアンス戦では7番・右翼で先発起用されたが、4打数無安打4三振に終わり、6月8日にAAA級ポータケットへ降格した。

### アスレチックス傘下時代
2014年11月18日にウェーバーでオークランド・アスレチックスへ移籍した。21日にボルチモア・オリオールズへ移籍した。2015年2月25日にエバース・カブレラの加入に伴ってDFAとなり、27日に再びウェーバーでアスレチックスへ移籍した。4月8日にDFAとなり、翌9日にウェーバーでテキサス・レンジャーズへ移籍し、同日中に傘下のAAA級ラウンドロック・エクスプレスへ異動した。さらにレンジャーズでも4月29日にDFAとなり、5月2日に三たびウェーバーでアスレチックスへ移籍し、同日中に傘下のAAA級ナッシュビル・サウンズへ異動した。その後、5月8日にアスレチックスから3度目となるDFAを通告された。5月13日に、解雇された。

### ブルージェイズ傘下時代
2015年5月21日にトロント・ブルージェイズとマイナー契約を結んだ。メジャー昇格の機会はなく、オフの11月6日にFAとなった。

### ドジャース傘下時代
2015年12月15日にロサンゼルス・ドジャースとマイナー契約を結び、2016年のスプリングトレーニングに招待選手として参加することになった。
2016年もメジャー昇格の機会はなく、オフの11月7日にFAとなった。この年限りで現役を引退した。

### 現役引退後
2017年にドジャースの選手育成スタッフに就任。
2018年からはツインズの選手育成アシスタントディレクターを務め、2020年にディレクターに昇進。

## 詳細情報

### 年度別打撃成績
| 年 度    | 球 団    | 試 合 | 打 席 | 打 数 | 得 点 | 安 打 | 二 塁 打 | 三 塁 打 | 本 塁 打 | 塁 打 | 打 点 | 盗 塁 | 盗 塁 死 | 犠 打 | 犠 飛 | 四 球 | 敬 遠 | 死 球 | 三 振 | 併 殺 打 | 打 率 | 出 塁 率 | 長 打 率 | O P S |
| -------- | -------- | ----- | ----- | ----- | ----- | ----- | -------- | -------- | -------- | ----- | ----- | ----- | -------- | ----- | ----- | ----- | ----- | ----- | ----- | -------- | ----- | -------- | -------- | ----- |
| 2014     | BOS      | 3     | 9     | 8     | 1     | 1     | 0        | 0        | 0        | 1     | 0     | 0     | 0        | 0     | 0     | 1     | 0     | 0     | 5     | 0        | .125  | .222     | .125     | .347  |
| MLB：1年 | MLB：1年 | 3     | 9     | 8     | 1     | 1     | 0        | 0        | 0        | 1     | 0     | 0     | 0        | 0     | 0     | 1     | 0     | 0     | 5     | 0        | .125  | .222     | .125     | .347  |

### 背番号
- 68 (2014年)